# Ilie Motrescu
Ilie Motrescu (n. 18 august 1941, Crasna, România – d. 26 iulie 1969, Crasna, RSS Ucraineană, URSS) a fost un poet, prozator, profesor, publicist, ziarist, folclorist și muzician român, angajat activ în lupta pentru eliberarea teritoriilor românești aflate sub ocupația sovietică.

## Biografie
Ilie Motrescu s-a născut la 18 august 1941 la Crasna Putnei, pe Valea Siretului, în județul Storojineț, într-o familie de reprezentativi gospodari și meseriași români, din părinții Ion și Ana Motrescu. Școala primară o face mai întâi la Ciudei (8 ani), iar clasele 9-10 le absolvă la școala medie nr. 4 din Crasna. În același an (1959), împreună cu un grup de absolvenți din Crasna și din alte localități pornește spre Moldova, la Institutul pedagogic „Alecu Russo” din Bălți, unde se înscrie la Facultatea de limba și literatura română și de muzică. Absolvind facultatea în 1964 este încorporat un an în armata sovietică (cum se obișnuia în acea vreme). Lucrează apoi ca profesor doi ani (1965-1967), având ore de limbă și literatură română și muzică (cânt), la școala nr. 4 din Crasna (în care ar trebui creat un spațiu memorial și o arhivă locală, sub îngrijirea cadrelor didactice și a familiei) ca și la școala serală, unde a mai predat și alte obiecte umanistice. Din aprilie 1967 și până la moarte (iulie 1969), a fost angajat ca lucrător literar la secția de cultură a ziarului regional ”Zorile Bucovinei”, proaspăt înființat chiar în 1967. La 26 iulie 1969 este asasinat în pădurea Crasnei, de către agenții sovietici din Crasna și Cernăuți, la indicația fostului KGB - Direcția operativă Cernăuți. Corpul neînsuflețit a fost purtat în portbagajul unei mașini până la Cernăuți și a fost aruncat în Prut. Găsit peste trei zile, a fost îngropat pe ascuns în Cimitirul central din Cernăuți. După aproape două luni de căutări insistente din partea rudelor, colegilor și prietenilor este deshumat, identificat și adus în comuna natală, unde este înmormântat după obiceiul tradițional ca mire, cu bocitoare, în  sunet de buciume, plânsete și fluiere, sfâșiind văzduhurile și inimile celor din preajmă (era necăsătorit).
În scurta-i viață, de numai 27 de ani, a scris, a compus, a selectat și a adunat (căci se profila și ca un posibil colecționar) multe lucruri de valoare pentru spiritualitatea neamului nostru. În 1960 a publicat, în primul an de studenție cele mai reușite poezii ce le scrisese până atunci, 27 la număr într-o culegere dedicată fraților săi mai mici, gemeni, Grigore și Nicolae și intitulată Cântarea Carpaților... (D. Oprișan, „Zorile Bucovinei” – 18 august 2001), azi o raritate, ca și toate edițiile din scrisul său. Și abia după 32 de ani de la tragica-i dispariție a apărut în primăvara anului 2001, când ar fi împlinit 60 de ani de viață, cartea de versuri și proză Hora vieții  alcătuită de Ion Țâbuleac, fost coleg și prieten al poetului. Este una dintre cele mai reprezentative imagini ale scrisului său.
Ilie Motrescu a colaborat prin anii ’60 la ziarele „Satul sovietic” (azi „Meleag natal” – Storojineț, „Cultura” – Chișinău,  „Zorile Bucovinei” –Cernăuți.  Versurile sale au mai fost tipărite în culegerile comune Glasuri tinere (1971) și Dintre sute de catarge (1973). Este prezent în volumul lui Adrian Dinu Rachieru Poeți din Bucovina (1996), în antologia Eterna iubire, versuri de dragoste ale poeților din Basarabia și Nordul Bucovinei (1999), în cartea lui Dragoș Tochiță, Românii de pe Valea Siretului de Sus, jertfe ale ocupației Nordului Bucovinei și terorii  staliniste (1999), în antologia lui Grigore Bostan. Din anii 1990 până în prezent, apar un șir de articole despre poet în reviste, almanahuri, broșuri, ziare. În deosebi apar multe materiale despre Ilie Motrescu, dar și despre cartea sa „Hora vieții” în vara și toamna anului 2001, an jubiliar pentru poet, considerat și „Anul Motrescu” în Bucovina.
Este prezent și în almanahul tuturor românilor Apă vie-2002, unde Nicolae Motrescu (fratele poetului) ne prezintă doar un crâmpei din șirul de materiale consacrate lui Ilie Motrescu (ce au fost publicate într-un șir de ziare și reviste începând cu anul 1999 și până în prezent), cu titlul Moartea unui poet. Tot aici scriitorul Emilian Marcu publică textul Și-mi pare că aud închiderea de pleoape (preluat din „Revista română” – 2001) iar scriitorul sucevean Ion Beldeanu publică Ilie Motrescu sau demnitatea tragică (în „Crai Nou”,mai 2001), după cum Ștefan Hostiuc publică în ”Septentrion literar” un articol dens despre Ilie Motrescu, urmat de un altul al lui Laurențiu Dragomir în ”Curierul românesc”, precedat și de câteva alte texte în revista ”Crasna” pe care o scoate, precum și de unele în ”Crai nou”.
În anul 2003, la inițiativa revistei “Crasna” și cu sprijinul financiar al Uniunii Scriitorilor din România, s-a instalat o placă comemorativă pe casa părintească în care s-a născut și a creat poetul Ilie Motrescu.